# Révolution pernamboucaine

Le drapeau de la révolution pernamboucaine de 1817.

La révolution pernamboucaine (Revolução Pernambucana en portugais), également appelée révolution des Pères (Revolução dos Padres) fut une révolte qui eut lieu du 6 mars au 19 mai 1817, dans la capitainerie du Pernambouc, dans la région du nord-est du Brésil. Elle eut lieu en réaction à l'absolutisme monarchique portugais, sous l'influence des idées des Lumières, propagées par les sociétés maçonniques.